# Eparquía de Parassala
La eparquía de Parassala (en latín: Eparchia Parassalana y en inglés: Syro-Malankara Catholic Eparchy of Parassala) es una circunscripción eclesiástica de la Iglesia católica en India. Se trata de una eparquía siro-malankar sufragánea de la archieparquía de Trivandrum. Desde el 5 de agosto de 2017 su eparca es Thomas Eusebios Naickamparambil.

## Territorio y organización
La eparquía extiende su jurisdicción sobre los fieles católicos siro-malankaras residentes en parte del distrito de Thiruvananthapuram en el estado de Kerala.  
La sede de la eparquía se encuentra en la ciudad de Parassala, en donde se halla la Catedral de Santa María.
En 2021 en la eparquía existían 103 parroquias agrupadas en 5 distritos eclesiásticos:
- Balaramapuram (18 parroquias y misiones)
- Chemboor (21 parroquias y misiones)
- Kattakkada (25 parroquias y misiones)
- Neyyattinkara (20 parroquias y misiones)
- Parassala (19 parroquias y misiones)

## Historia
La eparquía de Parassala fue erigida el 5 de agosto de 2017 por el archieparca mayor de Trivandrum, Baselios Cleemis, separando territorio de la archieparquía de Trivandrum (distritos presbiteriales de Parassala, Kattakada y gran parte del de Neyyatinkara) luego de la decisión del Sínodo Episcopal de la Iglesia católica siro-malankar y con el consentimiento de la Santa Sede. La inauguración de la eparquía tuvo lugar el 23 de septiembre de 2017.

## Estadísticas
Según el Anuario Pontificio 2020 la eparquía tenía a fines de 2019 un total de 42 470 fieles bautizados.
| Año                                                                             | Población            | Población | Población      | Sacerdotes | Sacerdotes    | Sacerdotes    | Bautizados por sacerdote | Diáconos permanentes | Religiosos | Religiosos | Parroquias |
| Año                                                                             | Bautizados católicos | Total     | % de católicos | Total      | Clero secular | Clero regular | Bautizados por sacerdote | Diáconos permanentes | Varones    | Mujeres    | Parroquias |
| ------------------------------------------------------------------------------- | -------------------- | --------- | -------------- | ---------- | ------------- | ------------- | ------------------------ | -------------------- | ---------- | ---------- | ---------- |
| 2017                                                                            | 30 750               |           |                | 22         | 22            |               | 1397                     |                      |            |            | 95         |
| 2019                                                                            | 42 470               |           |                | 44         | 41            | 3             | 965                      |                      | 8          | 84         | 103        |
| 2021                                                                            | 37 500               |           |                | 50         | 44            | 6             | 750                      |                      | 7          | 25         | 103        |
| Fuente: Catholic-Hierarchy, que a su vez toma los datos del Anuario Pontificio. |                      |           |                |            |               |               |                          |                      |            |            |            |

## Episcopologio
- Thomas Eusebios Naickamparambil, desde el 5 de agosto de 2017